# Снітниця
Снітниця (пол. Śnietnica) — лемківське село в Польщі, у гміні Устя-Горлицьке Горлицького повіту Малопольського воєводства. Населення — 484 особи (2011).

## Географія
Село розташоване в Низьких Бескидах, над річкою Бяла, притокою річки Дунайця.

## Історія
Село закріпачене в 1391 році (відповідно до документу 1422 року. Наприкінці XVI ст. було власністю краківського римо-католицького єпископства. Дата заснування парохії невідома. Метричні книги провадились від 1777 р. Наприкінці XVIII ст. до парохії в Снітниці була приєднана як вікарія Ставиша. Парохія належала до Грибівського деканату. В 1930 р. відбувалась в Снітниці духовна місія, яку давали оо. Редемптористи. Православні агітатори використали місію для залякування і переходу більшості жителів до Польської православної церкви.
До 1945 року було майже чисто лемківське населення: з 930 жителів села — 860 українців, 20 латинників, 10 поляків і 40 євреїв. В селі була москвофільська читальня імені Качковського.
В 1945 р. частина українців виїхала в СРСР, а решта в 1947 р. в результаті операції Вісла була депортована на понімецькі землі. На місце українців були поселені поляки.
У 1975—1998 роках село належало до Новосондецького воєводства.

## Демографія
Демографічна структура станом на 31 березня 2011 року:
|          | Загалом | Допрацездатний вік | Працездатний вік | Постпрацездатний вік |
| -------- | ------- | ------------------ | ---------------- | -------------------- |
| Чоловіки | 240     | 55                 | 169              | 16                   |
| Жінки    | 244     | 73                 | 138              | 33                   |
| Разом    | 484     | 128                | 307              | 49                   |

## Пам'ятки
Об'єкти, перераховані в реєстрі пам'яток Малопольського воєводства:
- Церква св. Вмч. Димитрія збудована в 1755 р., в 1947 р. перетворена на костел, у 1997 р. повернена греко-католикам.
- Огорожа з воротами.